# 시즈오카 은행
시즈오카 은행(静岡銀行 시즈오카긴코[*])은 일본의 지방은행이다.